# Вальроос, Дора
Дора Вальроос (полное имя: Анна Доротея Вальроос; швед. Anna Dorothée (Dora) Wahlroos; фин. Anna Dorothée (Dora) Wahlroos; 19 декабря 1870, Бьёрнеборг, Або-Бьёрнеборгская губерния — 21 марта 1947, Кауниайнен, Уусимаа) — финская художница шведского происхождения.

## Биография
Родилась в 1870 году в Бьёрнеборге (Пори) в семье землемера. Училась сперва в рисовальной школе Або (Турку), а затем (в 1889—90 годах) — у Виктора Вестерхольма. В дальнейшем нередко работала на плэнере на Аландских островах, став, таким образом, членом «колонии художников», основанной её учителем Вестерхольмом.
Осенью 1890 года Дора Вальроос обручилась со скульптором Эмилем Викстрёмом. В 1891 году они вместе отправились в Париж, где находились некоторое время. Однако, в дальнейшем Дора рассталась с Викстрёмом, так и не вступив с ним в брак. Викстрём после этого (в 1895 году) женился на Алисе Хёгстрём — бывшей подруге Доры. Дора же замуж после этого так и не вышла, однако, продолжила плодотворно заниматься творчеством. По меньшей мере ещё дважды (в 1895 и 1900 годах) она посетили Париж. В том же 1900 году Дора посетила Италию, где познакомилась и пережила недолгий роман с итальянским живописцем Рафаэлло Гамбоджи, который был женат на её подруге-художнице, Элен, урождённой Даниэльсон. Этот роман окончился ничем, однако, Гамбоджи, как считается, повлиял на художественный стиль Доры.
Работы Доры Вальроос, весьма популярные в период с начала 1890-х годов до Первой мировой войны, в дальнейшем утратили широкое признание современников. Дора Вальроос скончалась в 1947 году в результате несчастного случая. Потребовалось некоторое время, чтобы искусствоведы признали её вклад в историю финской живописи. В 2008 году в художественном музее Турку прошла выставка, целиком посвящённая творчеству Вальроос.

## Галерея

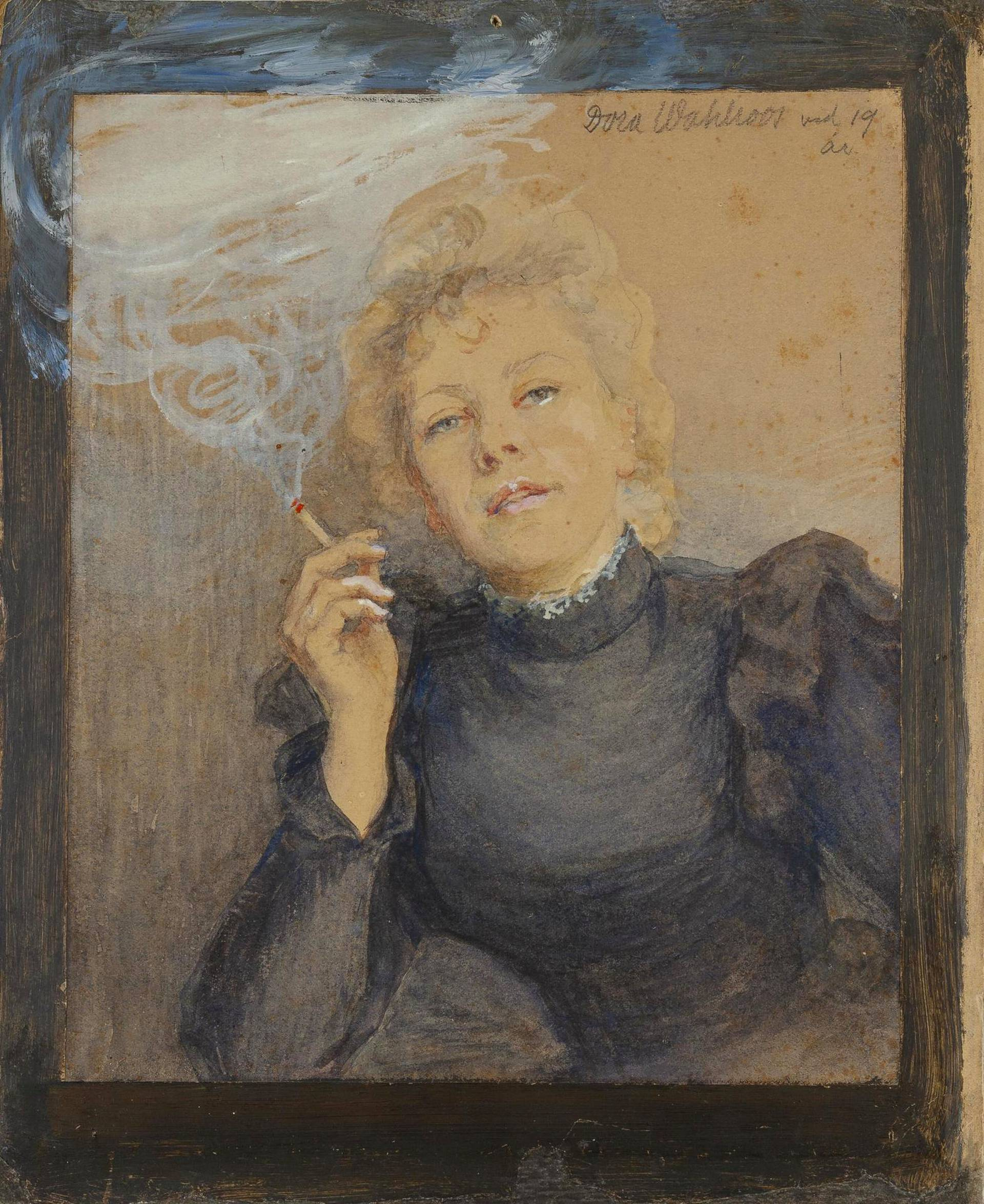
Автопортрет, 1889
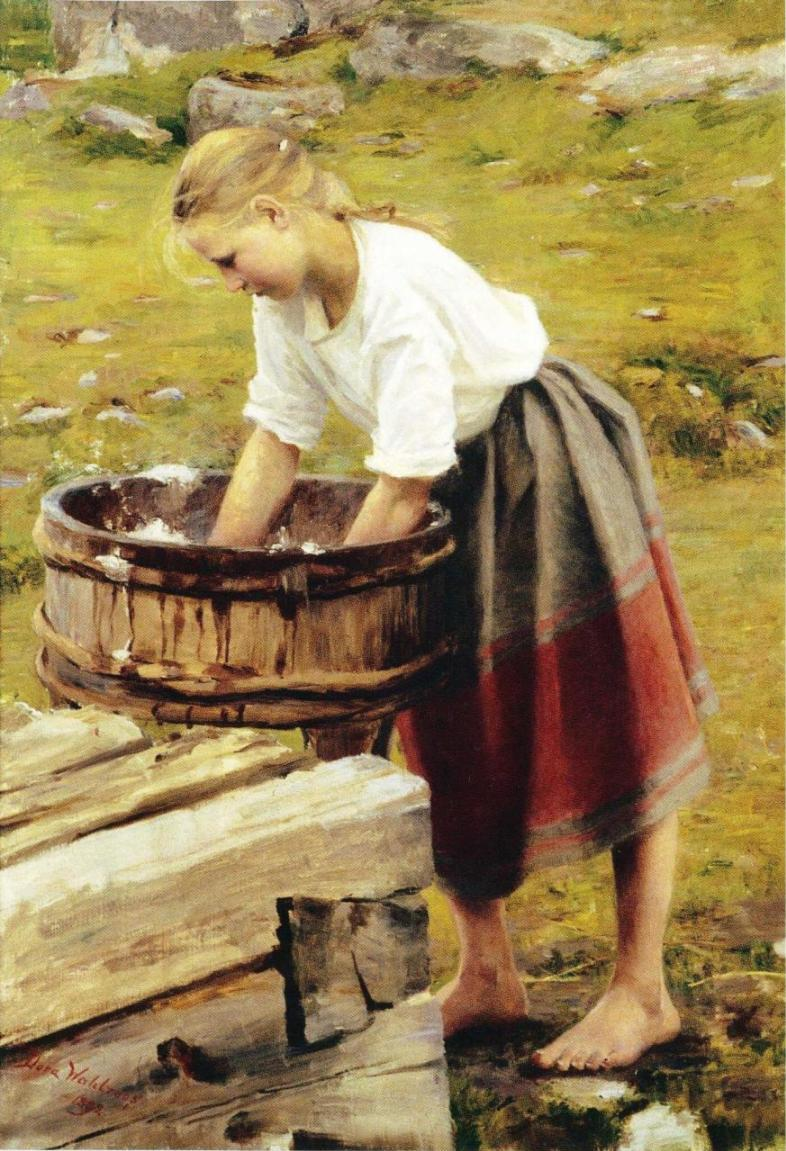
Прачка, 1892
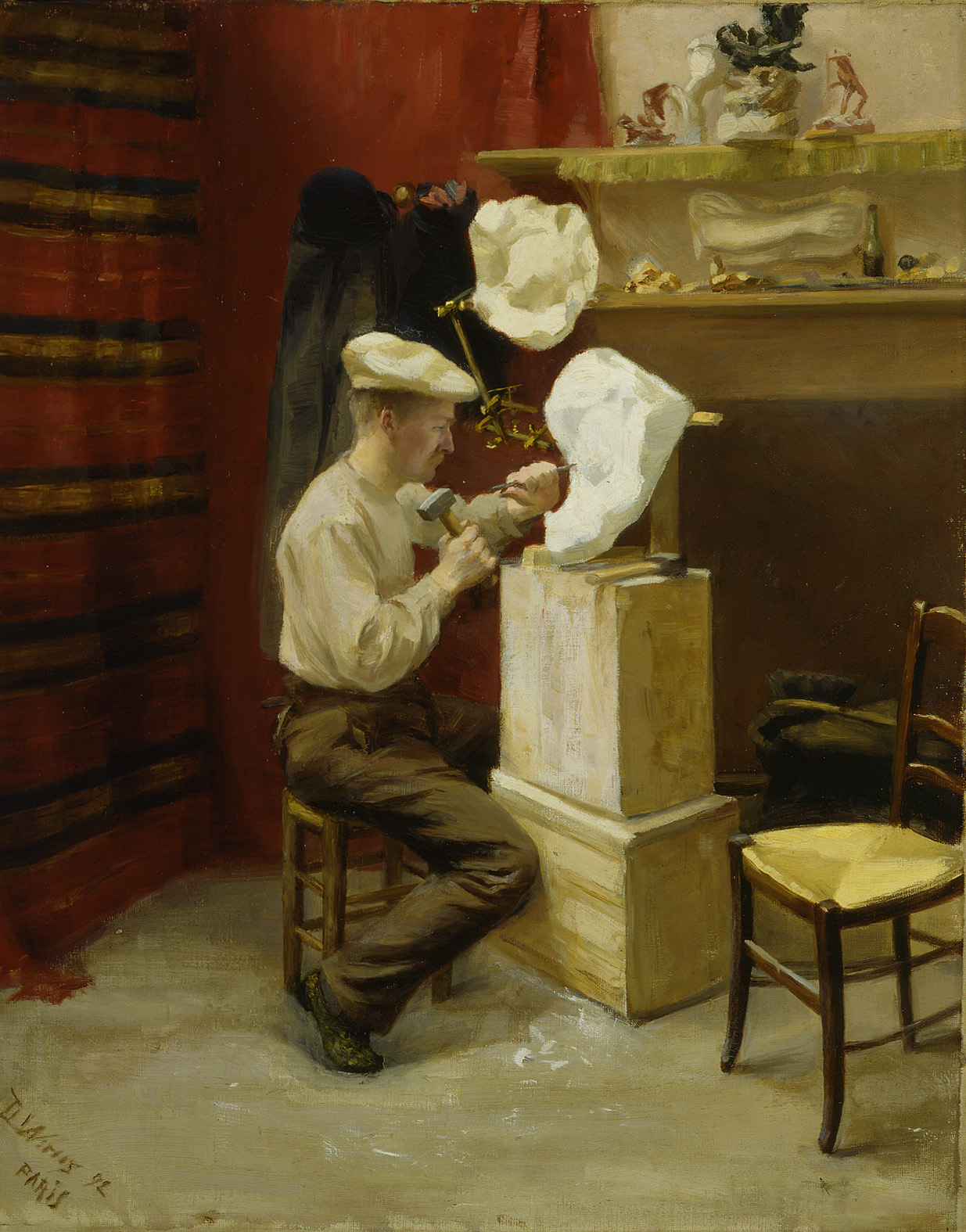
Эмиль Викстрём в своей мастерской в Париже, 1892
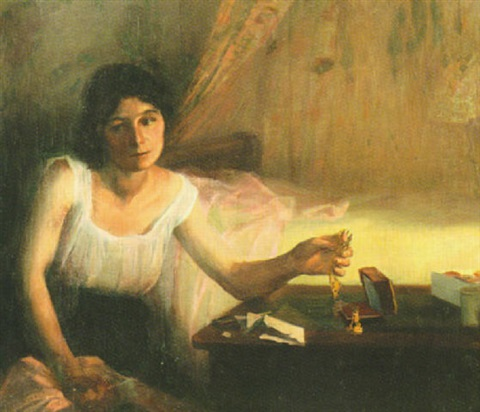
Тоска, 1892
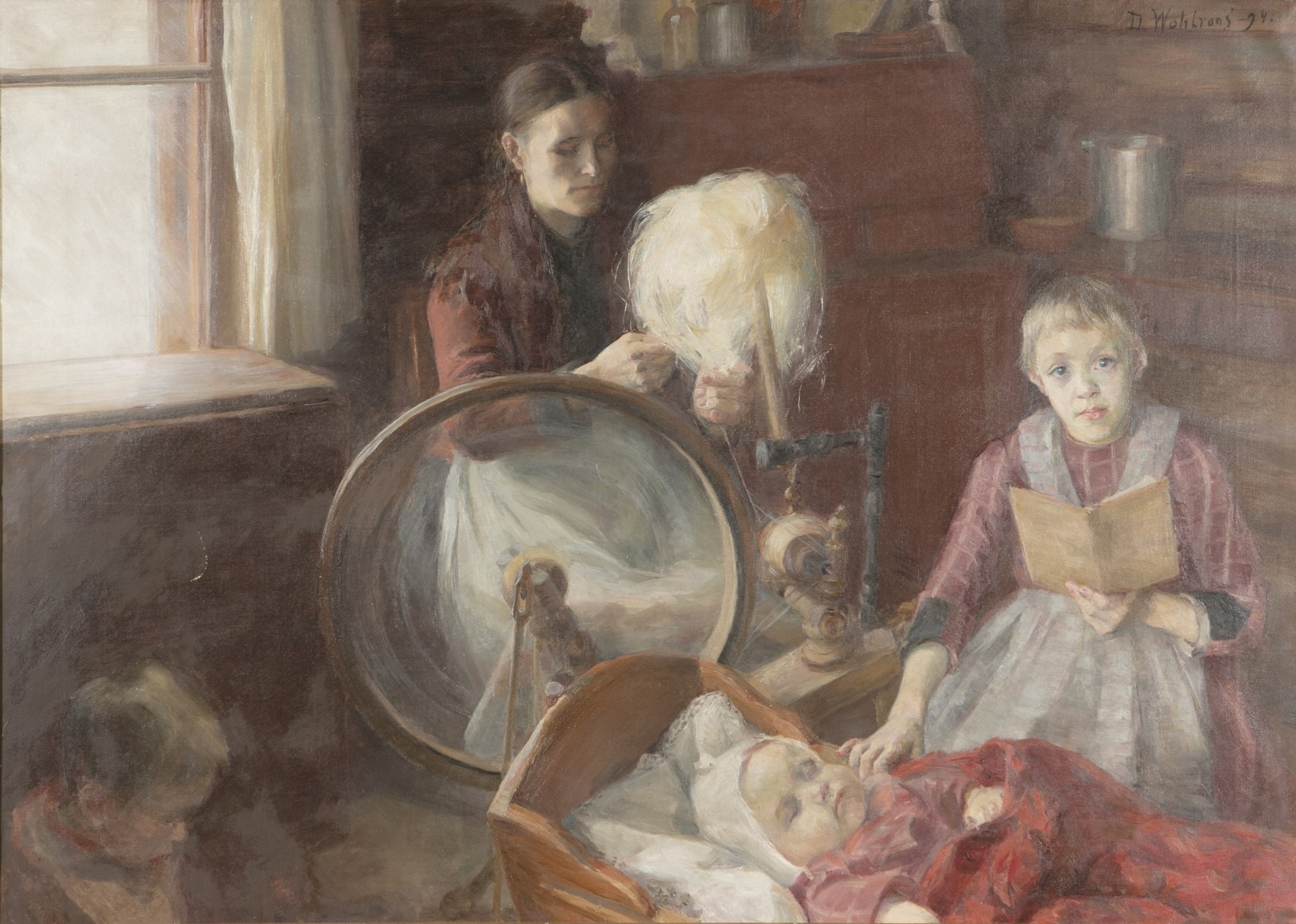
Мать и дети, 1894
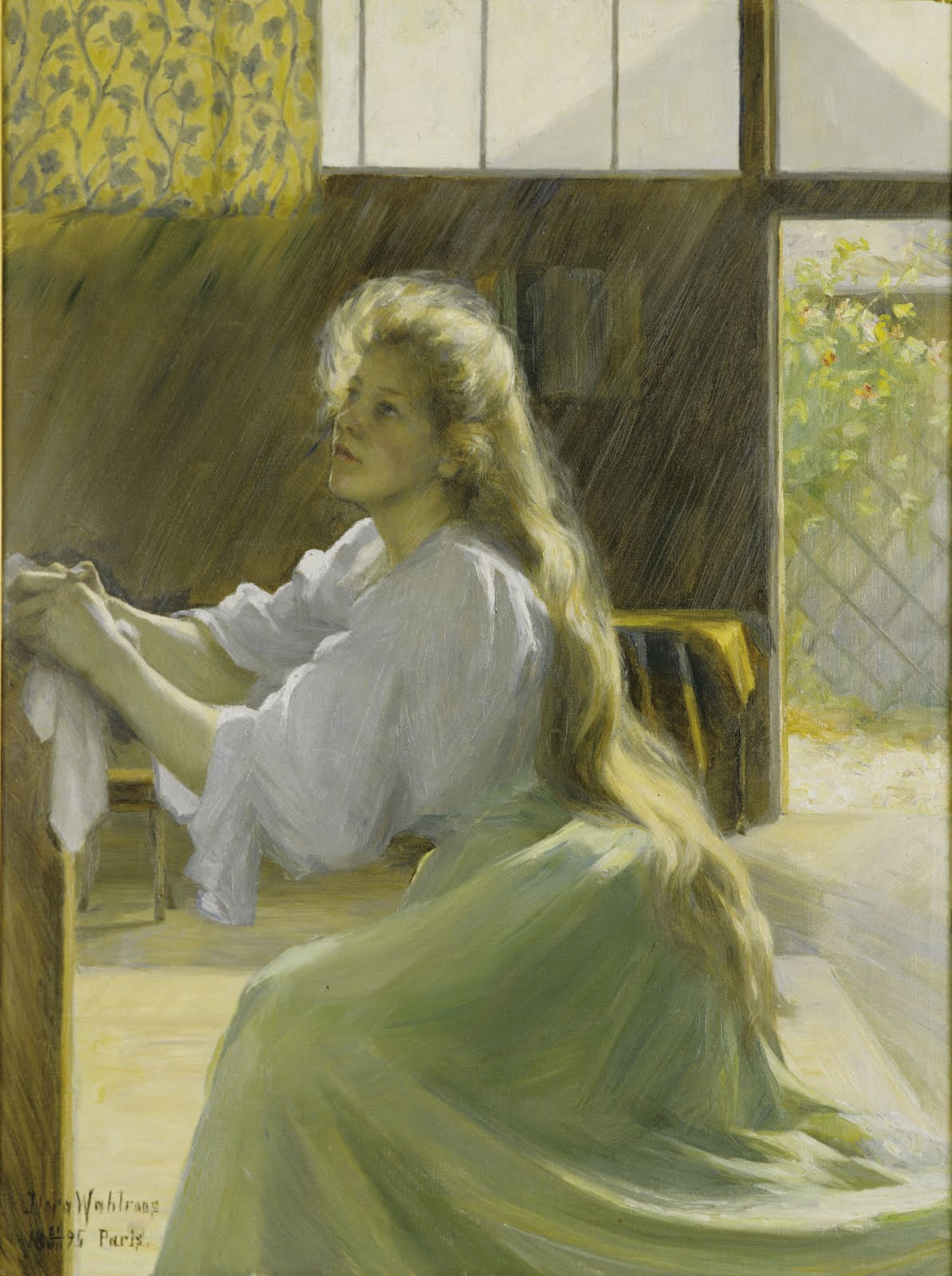
«Вдохновение», 1895 (автопортрет)
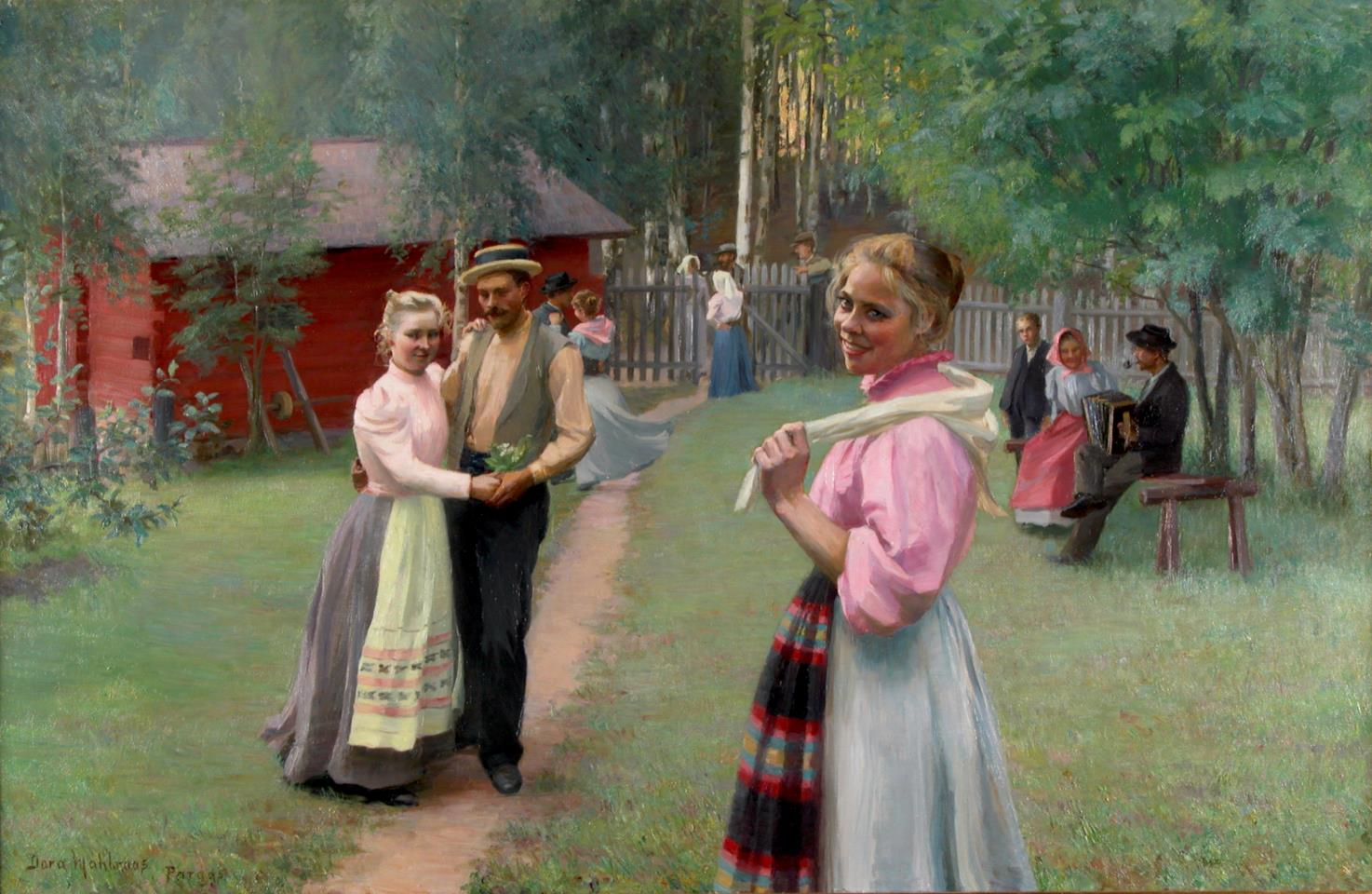
Вечер в Паргасе, 1898
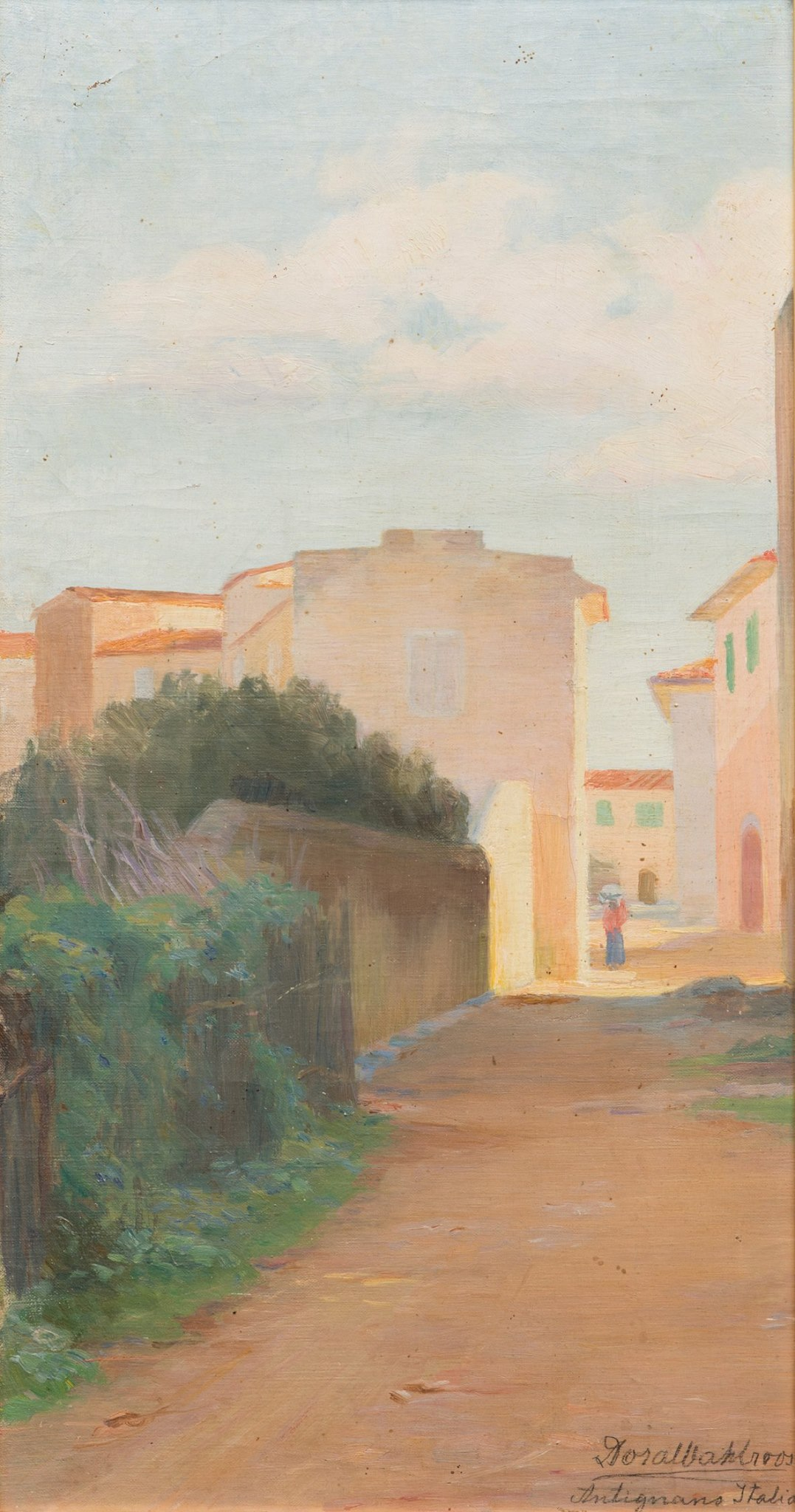
Итальянский пейзаж
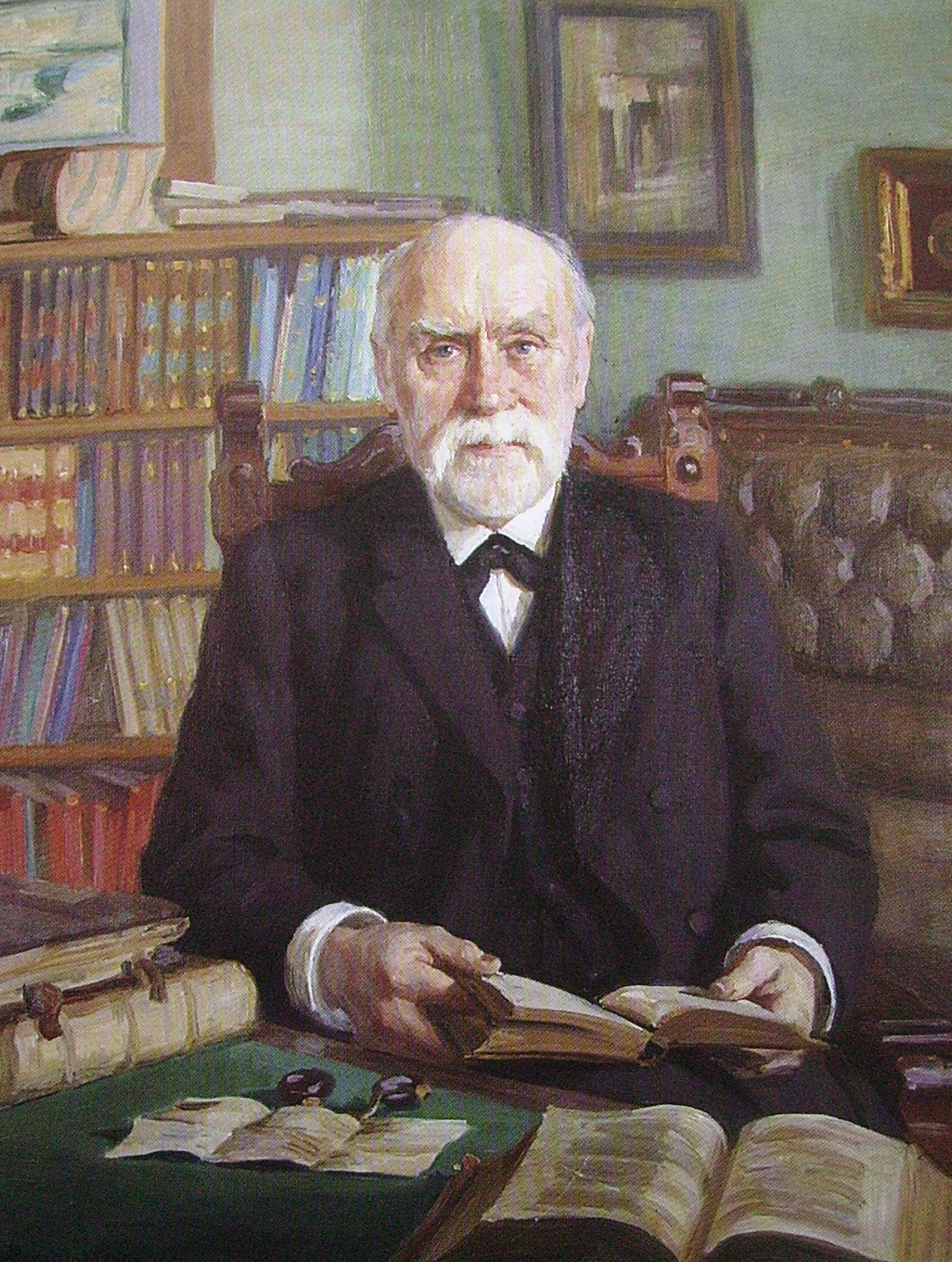
Портрет Рейнгольда Хаузена, 1913
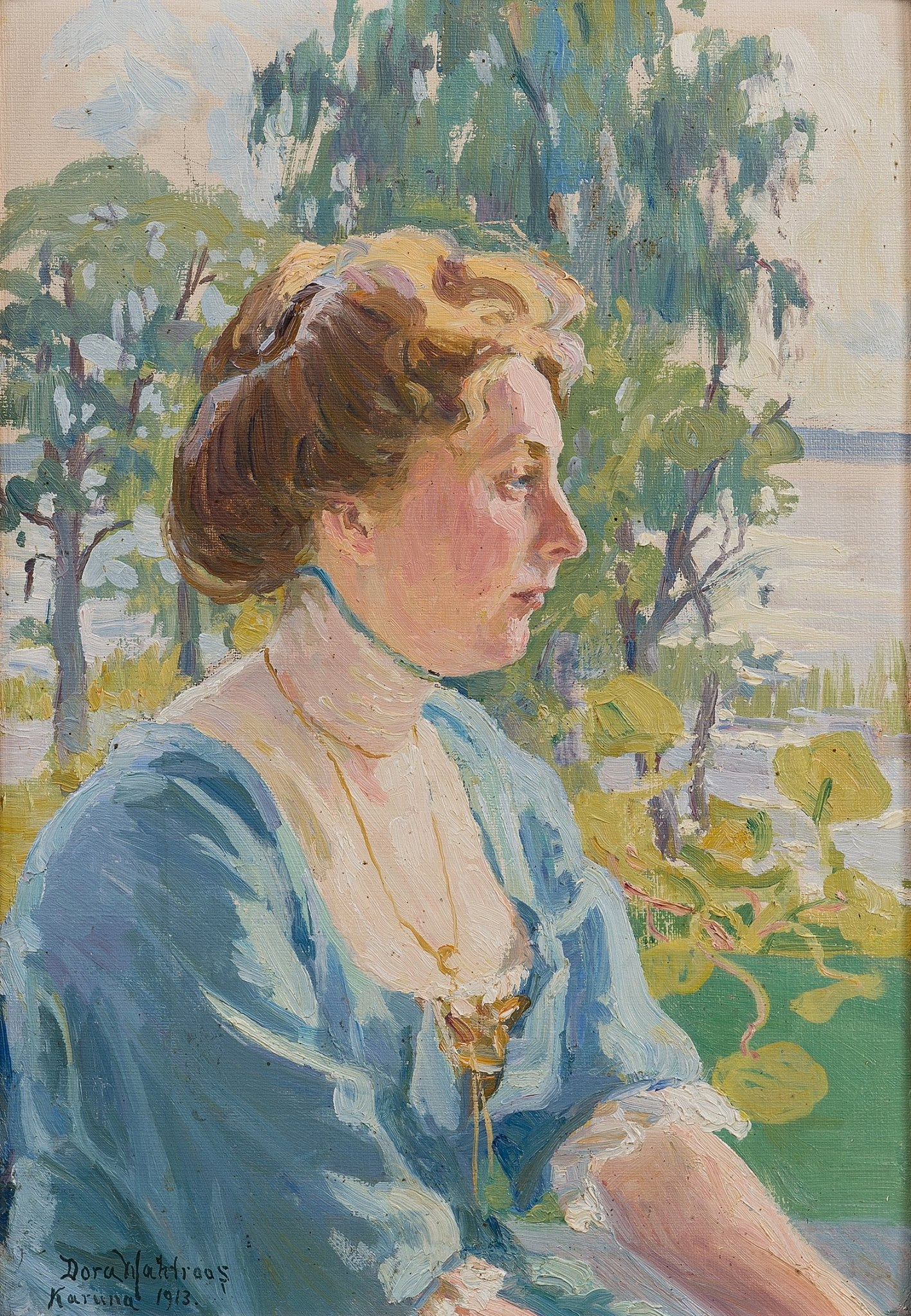
Женский портрет, 1913
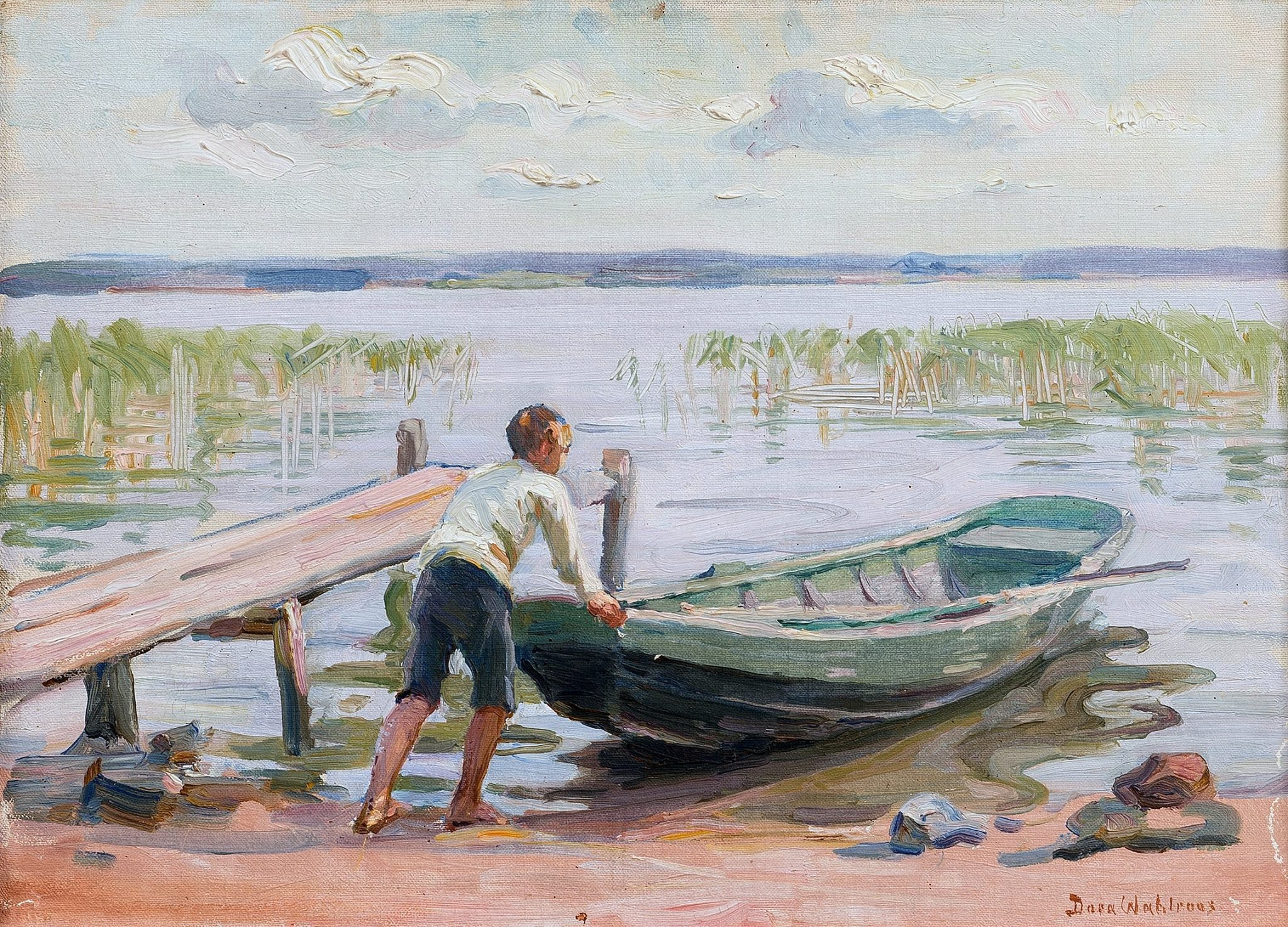
Мальчик и лодка